# Laboratório Ibérico Internacional de Nanotecnologia

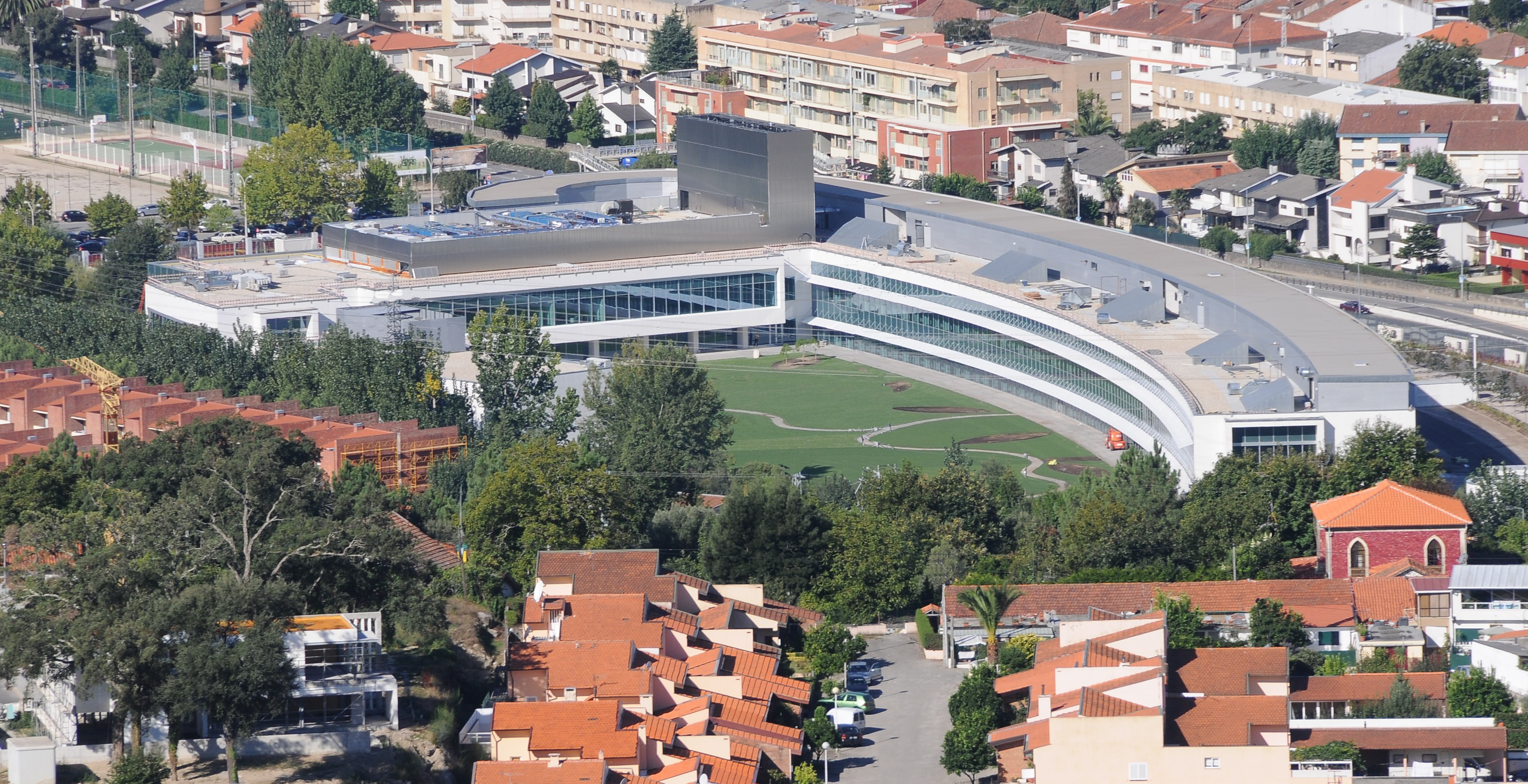
Campus do INL em Braga, Portugal

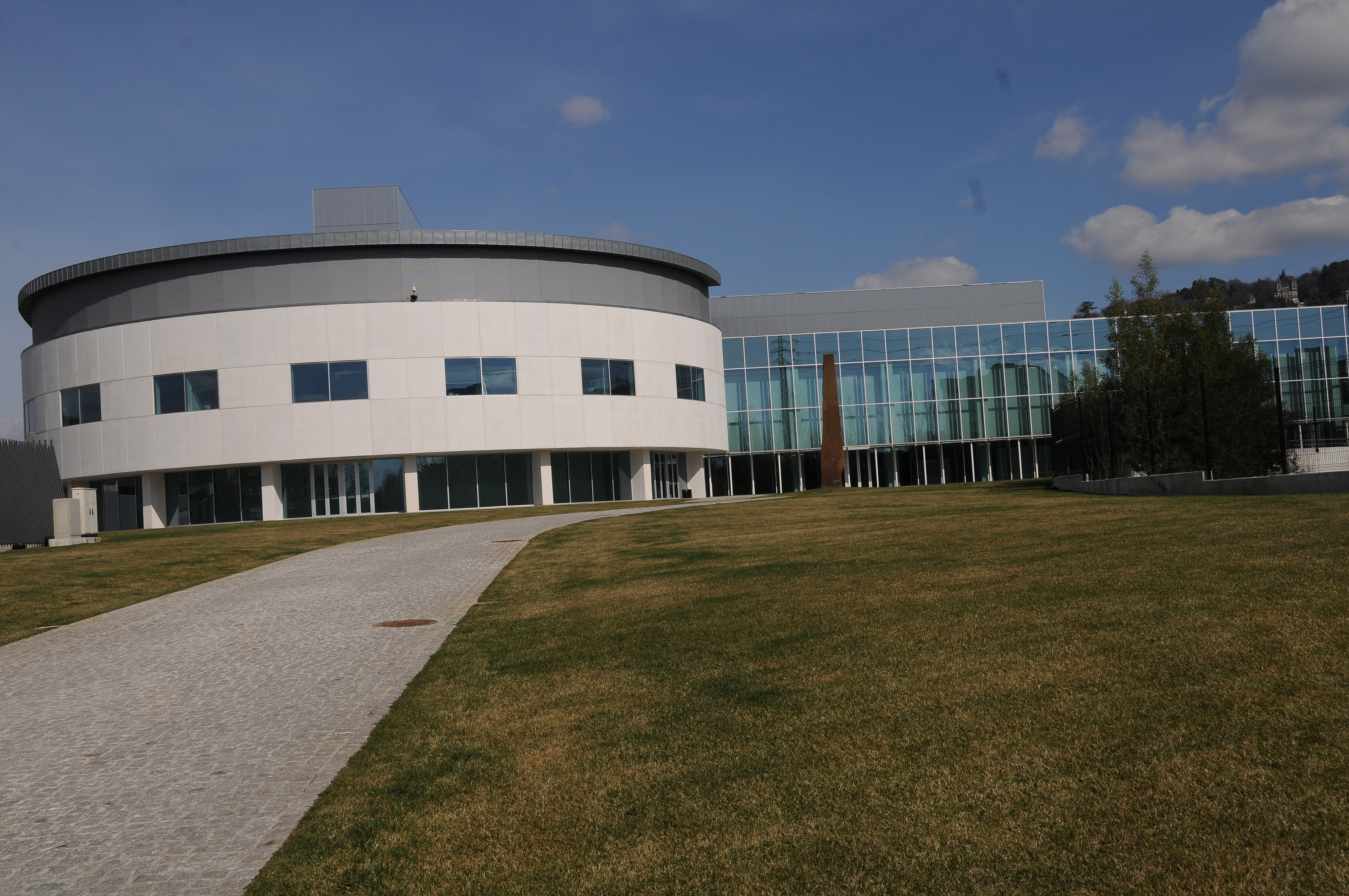
Entrada

O Laboratório Ibérico Internacional de Nanotecnologia (INL) é um centro de investigação hispano-luso em Braga, Portugal. Na XXI Cimeira Luso-Espanhola que decorreu em Évora nos dias 18 e 19 de Novembro de 2005, foi decidida a criação de um Instituto de I&D Portugal-Espanha, como iniciativa pioneira de um novo tipo de parceria institucional internacional em ciência e tecnologia na Europa. Ficou decidido que o instituto seria localizado em Braga-Portugal, teria como primeiro director um investigador espanhol (Professor José Rivas da Universidade de Santiago de Compostela, nomeado na ocasião pelo Presidente do Governo de Espanha) e deveria vir a ter cerca de 200 investigadores de Espanha, Portugal e outros países, com um orçamento operacional anual de cerca de 30 milhões de euros e um investimento adicional de igual valor, assegurados em partes iguais pelos dois países.
O Instituto Ibérico de Nanotecnologias tem 14 mil metros de área laboratorial, num edifício de cerca de 20 mil metros quadrados, cuja primeira pedra foi lançada na XXIII Cimeira Ibérica, que se realizou nos dias 18 e 19 de Janeiro de 2008 em Braga.
Este instituto situa-se junto ao Campus de Gualtar da Universidade do Minho, num terreno municipal de cinco hectares onde se encontrava o parque de diversões Bracalândia.
Esta estrutura dedica-se à investigação na área das nanotecnologias e possuirá várias oficinas, laboratórios, uma biblioteca e auditórios. Será também dotado em breve com um centro de ciência viva para que seja mostrado à população o trabalho que lá será desenvolvido.
Em 2007 foi elaborado o projecto de execução e lançado o concurso público da obra, em 2008 deu-se início à construção dos diversos edifícios, nos anos seguintes foram adquiridos equipamentos e recrutados os especialistas.
A inauguração da primeira fase teve lugar a 17 de Julho de 2009, e contou com a presença do presidente da República, Cavaco Silva, do rei Juan Carlos de Espanha, dos primeiros-ministros, José Sócrates e José Luiz Zapatero e dos ministros da Ciênca dos dois países.
Numa primeira fase, a Universidade do Minho cedeu um espaço no Convento dos Congregados, para o desenvolvimento do trabalho da comissão instaladora.
Como se pretende que este projecto seja aberto à participação de privados que queiram apostar em investigações concretas para aplicação industrial, a Câmara Municipal de Braga irá simultâneamente criar nas proximidades, um Parque Tecnológico de Excelência, integrado no projecto TechValley, para a instalação de empresas de base tecnológica.
Em 2013, Portugal e Espanha têm orçamentada uma transferência de cinco milhões de euros cada para o INL. O valor está aquém dos 30 milhões de euros anuais de investimento previstos quando o laboratório foi lançado pelos anteriores governos dos dois países ibéricos. No INL, trabalham em 2012 80 colaboradores, de 19 nacionalidades, mas foi pensado para ter em actividade 400 trabalhadores.
Em 2017 no INL trabalhavam cerca de 230 investigadores de cerca de 30 nacionalidades.

## Áreas de investigação
O INL dedica-se a várias aplicações das nanotecnologias:, das quais se pode destacar a nanomedicina, o controle de qualidade alimentar e ambiental, a energia, a fotónica, a nanoelectrónica e os nanossistemas.